# Gamma Centauri
Gamma Centauri (γ Cen, γ Centauri) é a quarta estrela mais brilhante da constelação de Centaurus, com uma magnitude aparente visual de 2,17. Possui o nome tradicional Muhlifain, derivado de Muliphein, o nome de Gamma Canis Majoris. Com base em medições de paralaxe, está localizada a aproximadamente 130 anos-luz (39,9 parsecs) da Terra.
Gamma Centauri é uma estrela binária consistindo de dois componentes idênticos de classe A, que possuem magnitude aparente de 2,82 e 2,88. O par tem um tipo espectral conjunto de A1IV+, sugerindo que são estrelas subgigantes no processo de se tornaram gigantes. Individualmente, as estrelas já foram classificadas também como gigantes de classe A1. Cada estrela tem massa de 2,8 vezes a massa solar e está brilhando com 95 vezes a luminosidade solar. Suas superfícies irradiam essa energia a uma temperatura efetiva de 9 717 K, dando-lhes a coloração branca típica de estrelas dessa classe. O sistema tem uma idade estimada de 450 milhões de anos.
As duas estrelas estão orbitando o centro de massa do sistema com um período de 84,494 anos e um semieixo maior de 0,936 segundos de arco. Isso equivale a uma distância média de 37 UA entre elas. Devido à alta excentricidade orbital do sistema, de 0,7910, suas órbitas elípticas levam-nas entre 8 e 67 UA uma da outra.
Este sistema já foi identificado como uma fonte de excesso de radiação infravermelha pelo telescópio IRAS, o que indicaria a presença de um disco de detritos, mas um estudo demonstrou que as emissões observadas podem ser atribuídas às atmosferas das estrelas. A estrela Tau Centauri está a apenas 1,72 anos-luz (0,5 parsecs) de Gamma Centauri; existe 98% de chance de que ambas formam um par de movimento comum, considerando seu movimento próprio semelhante.